# Papierrakete
Eine Papierrakete ist eine besondere Form der Feststoffrakete, bei der mit einem Oxidationsmittel (Natriumnitrat, Natriumchlorat) getränktes zusammengerolltes Papier als Treibstoff dient. Die Papierrakete wurde von Nikolaus und Viktor Brantl Ende der 1960er Jahre vorgestellt, die damit 1969 bei Jugend forscht gewannen. Dieser Raketentyp erlangte wegen technischer Probleme bei größeren Ausführungen, bzw. ihres geringen Wirkungsgrades bei kleinen Modellen bis heute keine größere Bedeutung.